# Fuerte de La Prée

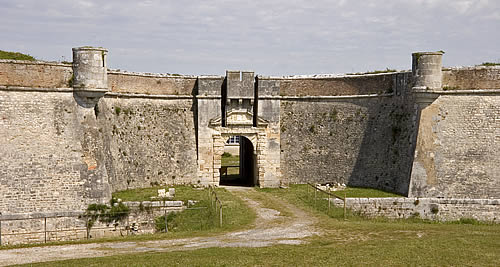
Entrada del fuerte.

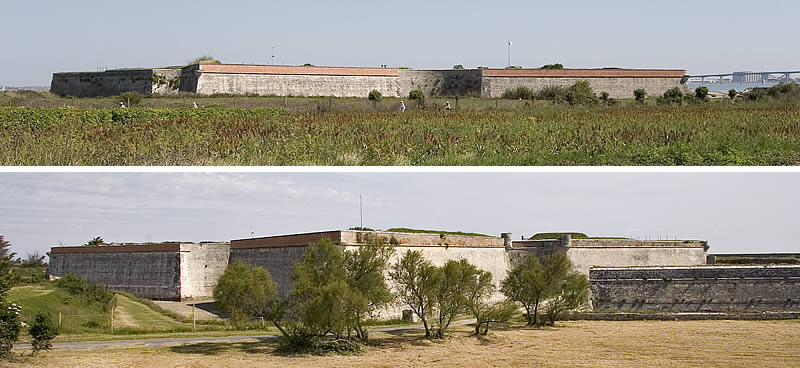
Vista del lado sur.

El fuerte de La Prée es una fortaleza costera en la comuna francesa de La Flotte, entre los pueblos de La Flotte y Rivedoux-Plage, en la costa norte de la Isla de Ré (departamento de Charente Marítimo, región de Poitou-Charentes).
El fuerte de La Prée fue objeto de una clasificación como monumento histórico de Francia por orden de 21 de mayo de 2008.

## Historia
El fuerte original se edificó en 1625 bajo las órdenes del mariscal de Francia Jean de Saint-Bonnet siguiendo el diseño de los arquitectos Pierre de Conty d'Argencour y Le Camus con forma de estrella de cuatro bastiones. Pero para 1658 su capacidad se evidencia como insuficiente, quejándose el gobernador de la isla por la falta de fuentes de agua potable y el escaso número de tropas que puede albergar (400 hombres).
Esto lleva a que el ministro Colbert autorice su reforma en 1664, que termina 8 años más tarde con la creación de un recinto fortificado exterior.
La obra sería deshecha en 1684 por el célebre ingeniero real el marqués de Vauban que limitaría el fuerte a la estrella de cuatro puntas protegida únicamente por una trinchera y un terreno descubierto.
A partir de ahí va alternando sucesivos periodos de abandono con rearmes en 1793 y 1875 hasta su publicación definitiva en 1934. Durante la Segunda Guerra Mundial las fuerzas alemanas instalaron en él un búnker perteneciente al Muro atlántico. 
Actualmente es propiedad del Comité National des Oeuvres Sociales de l'Administration pénitentiaire (Comité Nacional de Obras Sociales de la Administración Penitenciaria) que se encargó de restaurarlo en los años 80 gracias al trabajo de los presos y que organiza visitas guiadas y trabajos de restauración para voluntarios.

## Galería de imágenes

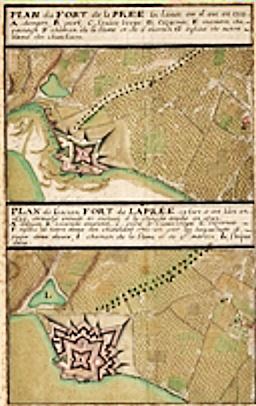
Planta de Claude Masse, informando del estado del fuerte antes y después de la demolición dirigida por François Ferry, bajo orden de Vauban.
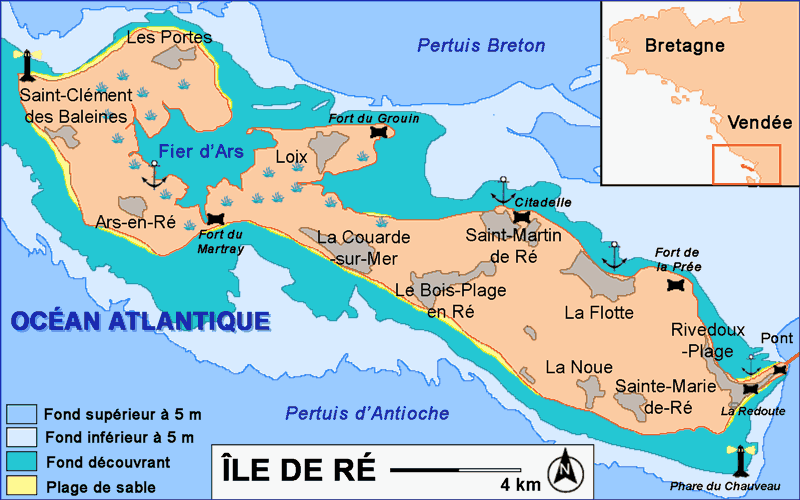
Planta de la île de Ré .
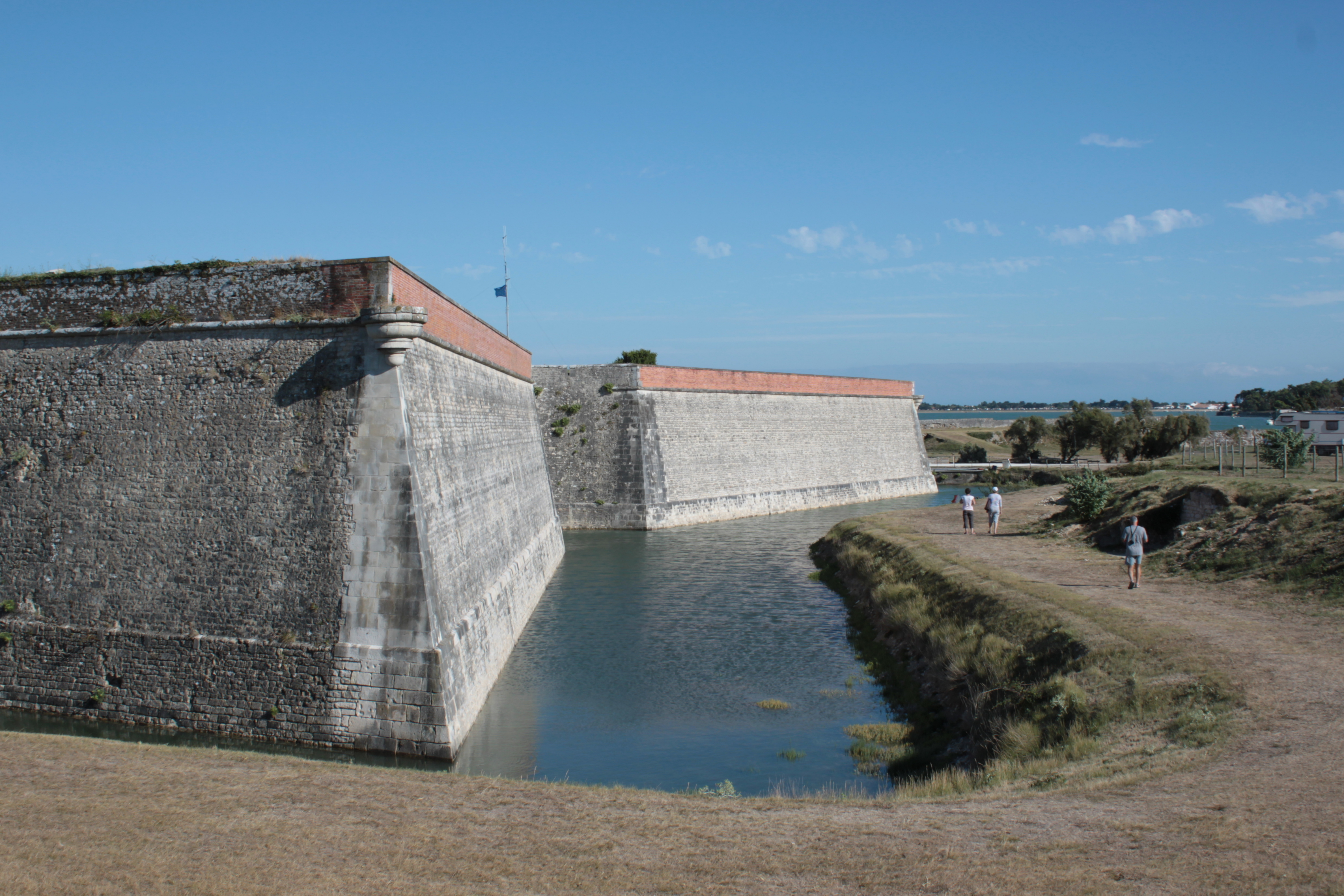
Bastiones de la Flotte y del puerto
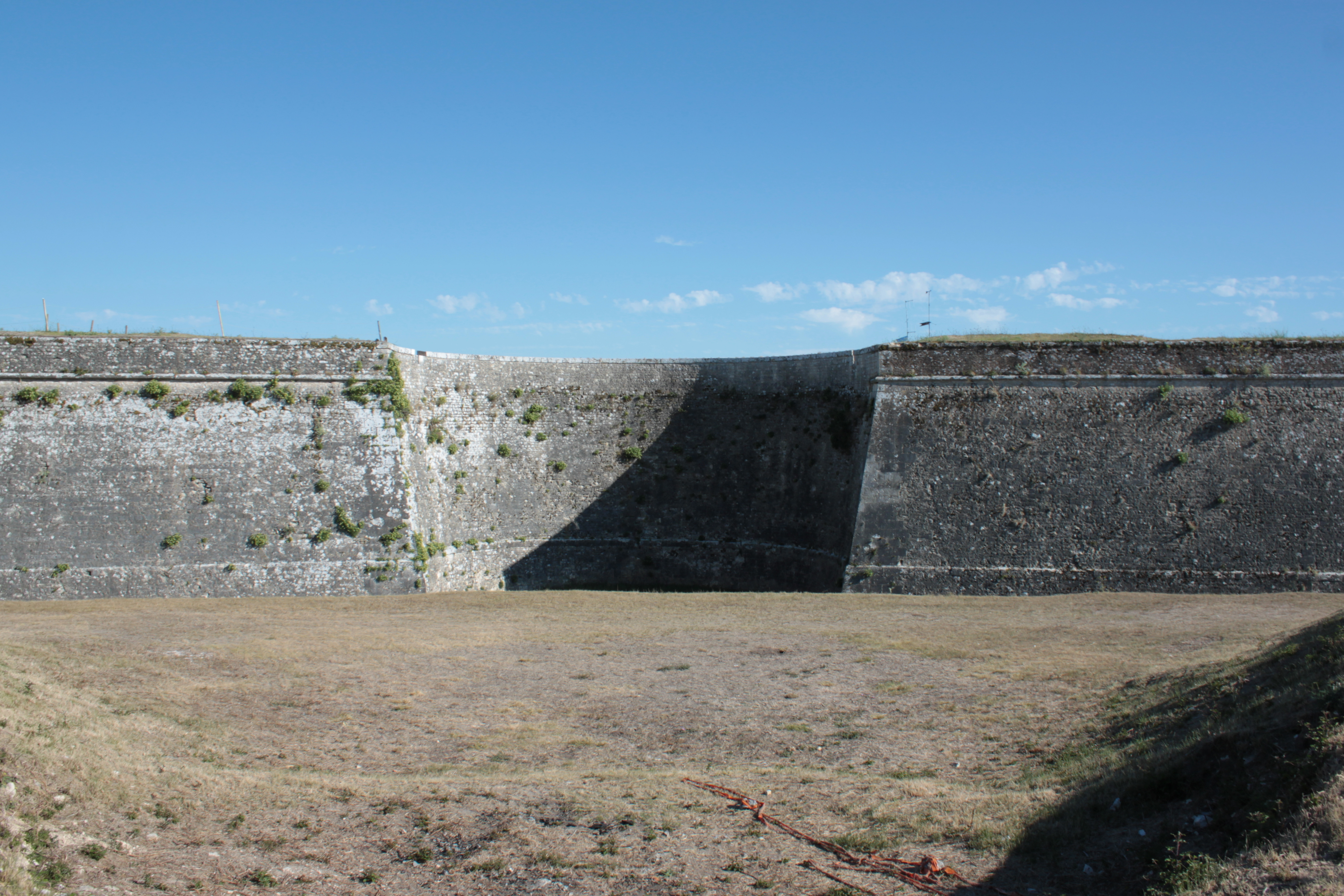
Courtine en cul-de-chaudron, entre bastions de la mer et du port.
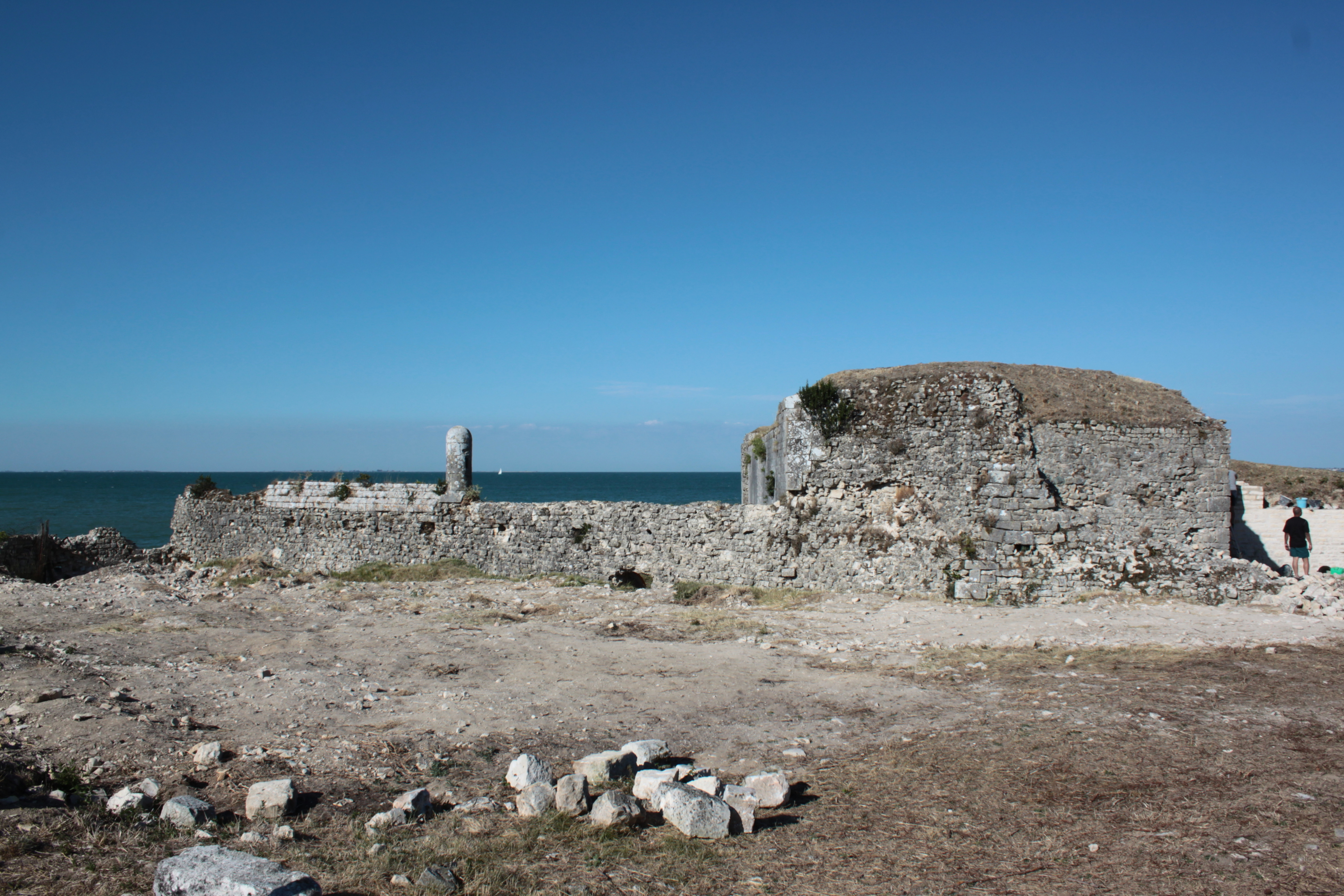
Edificación en 2012.